# Ancylus ashangiensis
Ancylus ashangiensis är en art av sötvattenslungsnäcka tillhörande familjen Ancylidae. Släktet Ancylus har givit namn åt Ancylussjön, ett tidigare sötvattenstadium av Östersjön som fanns 8700–8000 f.Kr.

## Utbredning
Ancylus ashangiensis lever endemiskt i Ashengesjön i Etiopien, efter vilken den fått sitt namn. Arten är akut hotad.